# Почтовая станция (Новгородка)
Почтовая станция — историческое здание в деревне Новгородка Пушкиногорского района Псковской области. Расположена пересечении автодорог М20 Санкт-Петербург — Псков — Киев и Р58 Новгородка — Пушкинские Горы — Новоржев — Локня. Объект культурного наследия России регионального значения.
Входит в комплекс почтовых станций шоссе Петербург—Киев, построенных в 1840—1850-х годах по типовому проекту. На участке Остров—Опочка аналогичная станция третьего разряда выстроена в деревне Исса. До 1917 года служила почтовой станцией. По состоянию на 2025 год в здании располагается кафе.

## История
В 1840-х годах шоссе Петербург—Киев с целью спрямления было проложено частично по новой трассе. Трасса была разбиты на «прогоны» по 20—25 вёрст, на границах которых строились почтовые станции. Здесь предъявлялись подорожные, оплачивались последующие прогоны, менялись лошади, предоставлялся ночлег и т. д. На участке между Островом и Опочкой были построены новые почтовые станции — в Новгородке, Иссе, и Опочке. Из них только опочецкая, как наиболее важная, была выполнена по проекту станций второго разряда, все остальные станции были третьего (низшего) разряда. Строительство велось по типовому проекту почтовых станций, изданному в 1846 году, и являющемуся развитием типового проекта 1843 года:43. Для всех станций был принят единый вариант оформления главного фасада — в «готическом» стиле.
Почтовые станции строились за казённый счёт (стоимость некоторых станций доходила до 30 тыс. рублей):256 и принимались в эксплуатацию Почтовым ведомством, которое направляло офицера для осмотра почтовых станов и архитектора. Почтовое ведомство полностью оснащало станции всем необходимым. На каждую станцию государство ежегодно выделяло небольшую сумму денег на «мелочный» ремонт. По свидетельству К. К. Случевского, совершившего несколько поездок по Киевскому шоссе в свите великого князя Владимира Александровича в конце XIX века, почтовые станции были «отнюдь не худшими многих вокзалов наших железных дорог»:254.
Новгородкинская почтовая станция, построенная в 1854 году, относилась к третьему разряду станций. Она занимала квадратный участок, на котором вдоль лицевой стороны располагался станционный дом и, симметрично по сторонам, — двое ворот в кирпичной ограде. Набор помещений станционного дома составляли залы для приезжающих, квартира смотрителя с кухней, комната для записи подорожных и туалеты в дворовой пристройке. Все служебные и хозяйственные постройки были объединены под общей крышей и располагались вдоль боковых и тыловой границ участка станции. Слева — изба для ямщиков, сарай, туалет для ямщиков, справа — погреб, амбар, навес для экипажей. Кровля станционного дома была из листового железа, хозяйственные службы и флигеля покрывались гонтом:51. Замыкала двор длинная конюшня. Конюшня была полукаменной, стойловые места были выгорожены деревянными перегородками. Количество стойловых мест было кратно количеству троек. Посреди двора был устроен колодец. Двор со всех сторон окружала ограда в виде каре. По воспоминаниям Н. П. Волкова-Муромцева, внука П. А. Гейдена, в конце 1900-х железные решётчатые ворота станции были украшены орлами с длинными узкими крыльями.
По состоянию на 1863 год к почтовой станции было приписано 60 лошадей, в 1880 – 30, в 1906 и 1915 — 21. В 1880-х годах был выполнен ремонт станции. 
На станции делали остановку дилижансы, курсировавшие между Опочкой и Островом. Здесь менялись лошади и ямщики, пассажиры могли выпить чаю и пообедать:222—223. С открытием в 1910-х годах автобусного движения на участке Киевского шоссе между Островом и Пустошкой на станции появились бочки с бензином для заправки автобусов.
На станции принималась «всякого рода почтовая корреспонденция», в справочнике 1907 года указано действующее почтовое отделение. 
На 1869 год содержателем почтовой станции в Новгородке и соседней станции Крюково был крестьянин Василий Яковлев. В конце XIX века смотрителями станции были А. П. Сунгуров (до 1889):43 и М. Я. Прибытков:141. Начальником Новгородкинской почтово-телеграфной станции был В. В. Ратьковский:142, чиновником 6-го разряда высшего оклада служил А. С. Высоцкий:120.
Опочецкий краеведед и публицист А. И. Белинский, в 1900-х годах неоднократно проезжавший из Опочки в Остров, в своих воспоминаниях писал: «В станционном здании помещалась почта, было две комнаты для приезжающих, квартира для станционного смотрителя и почтового работника. Содержались станционные здания плохо: ремонтировались редко, в мебели было много клопов, везде висела паутина. Жалобная книга была полна чеховскими записями. Рядом с главным зданием был большой двор и постройка для содержания лошадей, которых на каждой станции было 18–20–25. Лошади не отличались упитанностью, так как содержатели ямских гонов старались экономить корм»:223.
В 1914 году станцию по пути в Святые горы посетила журналистка и писательница Мария Каллаш (публиковавшаяся под псевдонимом Гаррис). По предложению Каллаш делались фотографии и даже несохранившийся, по-видимому, фильм о местах, связанных с Пушкином. На киноплёнке была запечатлён и почтовый двор в Новгородке. В своём описании поездки Мария Каллаш пишет: «Почтовая таратайка, почтовые станции николаевских времён, где лишь недавно «смотрители» стали именоваться «старостами» и где до сих пор на стенах «комнат для проезжающих» висят листы с давнишним распределением скорости езды для фельдъегерей, для «едущих по своей и по казённой надобности» <…> Когда вы приезжаете на станцию, кажется, будто бы ничто не изменилось: и парная тележка с рогожным кульком на сидении, и станционная книга для записывания имён проезжающих, и получение прогонных, и всё тот же крик — «лошадей!» Неужели со времён Пушкина миновало уже около 100 лет?»
Во время войны здание сгорело. В 1949 году восстановлено, в нём располагался 64 дорожно-эксплуатационный участок. В 1950 году решением исполнительного комитета Псковского областного Совета депутатов трудящихся здание почтовой станции включено в реестр памятников культурного наследия регионального значения с формулировкой «Почтовая станция, в которой проездом, из Петербурга в село Михайловское, останавливался А. С. Пушкин». Хотя в пушкинское время как станции, так и самой дороги, ещё не было.
К 1986 году находилось на балансе местного дорожного ремонтно-строительного предприятия, высказывались предложения разместить в здании пункт отдыха и питания для туристов. На 2025 год в здании располагается кафе.

## Описание
Почтовая станция расположена на трассе Санкт-Петербург—Киев, вблизи поворота на Новоржев, с восточной стороны дороги. Комплекс сооружений включает станционный дом, занимающий осевое расположение и ориентированный вдоль шоссе, частично сохранившуюся каменную ограду и служебную постройку вдоль боковой границы участка (по состоянию на 2025 год сохранилась одна кирпичная служебная постройка вдоль северной границы участка).
Станционный дом представляет собой одноэтажное, прямоугольное в плане здание. Объёмно-планировочная композиция здания симметрична. К прямоугольному в плане основному объёму, вытянутому вдоль дороги, со стороны двора примыкает Т-образная пристройка, соединённая с основным объёмом узким переходом с выходом во двор. Композиция главного фасада решена в 5 осей. Углы здания раскрепованы. Центральная ось с дверным проёмом главного входа, выделена ризалитом и парапетом, возвышающимся над венчающим карнизом. Навес над главным входом на массивных чугунных литых кронштейнах не сохранился. Под оконными проёмами, имеющими стрельчатое завершение, размещены филёнки. Оконные переплёты, имеющие сложный готический рисунок расстекловки, не сохранились. Дворовый фасад решён скромнее: проёмы с клинчатыми перемычками, без декора; боковые фасады глухие.